# Entomologie

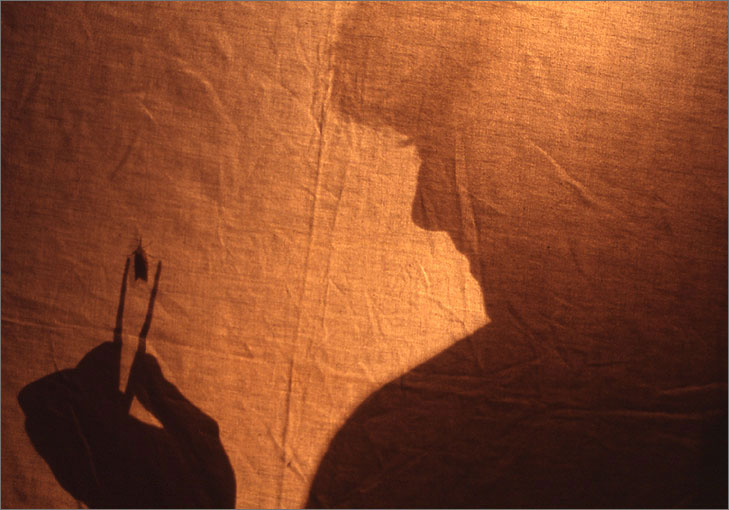
Portrait d'un entomologiste à un piège lumineux.

L’entomologie est la branche de la zoologie dont l'objet est l'étude des insectes.
Avec près de 1,3 million d'espèces décrites et existantes actuellement (et près de 10 000 nouvelles espèces inventoriées par an), les insectes constituent la plus grande part de la biodiversité animale (définie par le nombre d'espèces). On estime leur diversité entre 5 et 80 millions d'espèces,,, ce qui représenterait plus de 80 % des différentes formes de vie animale. Leur biomasse totale serait 300 fois plus importante que la biomasse humaine, quatre fois supérieure à celle des vertébrés, sachant que les insectes sociaux représentent à eux seuls la moitié de la biomasse des insectes.
Ils sont apparus il y a plus de 400 millions d'années et ils sont les plus anciens animaux à s'être adaptés à la vie terrestre. Les insectes sont également les premiers animaux complexes à avoir eu la capacité de voler pour se déplacer.
Ils ont de nombreuses interactions avec les humains. Certains insectes entrent en compétition directe pour nos ressources comme les ravageurs en agriculture et en exploitation forestière (sylviculture). D'autres peuvent causer des ennuis de santé majeurs en tant que vecteurs de pathogènes et de maladies infectieuses graves. À l'opposé, ils sont utiles à l'écosystème en tant que pollinisateurs, prédateurs et source de nourriture pour de nombreuses espèces animales.
Du point de vue de la recherche fondamentale, les insectes sont d'excellents sujets par leur petite taille et leur cycle de vie relativement court. Ils sont utilisés pour développer et modéliser des concepts biologiques et écologiques complexes comme l'orientation spatiale, la quête de nourriture, la reproduction, la dispersion, la transmission de maladies et pathogènes, la prédation, l'herbivorie, la vie sociale, etc. Ils sont des modèles efficaces et économiques et ils sont utilisés abondamment dans les laboratoires de recherche en sciences.

## Étymologie
Le mot latin insectum a été calqué sur le mot grec ἔντομος / éntomos, « découpé », à savoir en trois parties : la tête, le thorax et l'abdomen. On parlait jadis d’insectologie - et il a même existé, à la fin du XIXe siècle, le célèbre Bulletin d'insectologie agricole - mais aujourd'hui on emploie, pour désigner l’étude ou la science des insectes, le terme entomologie.

## Historique

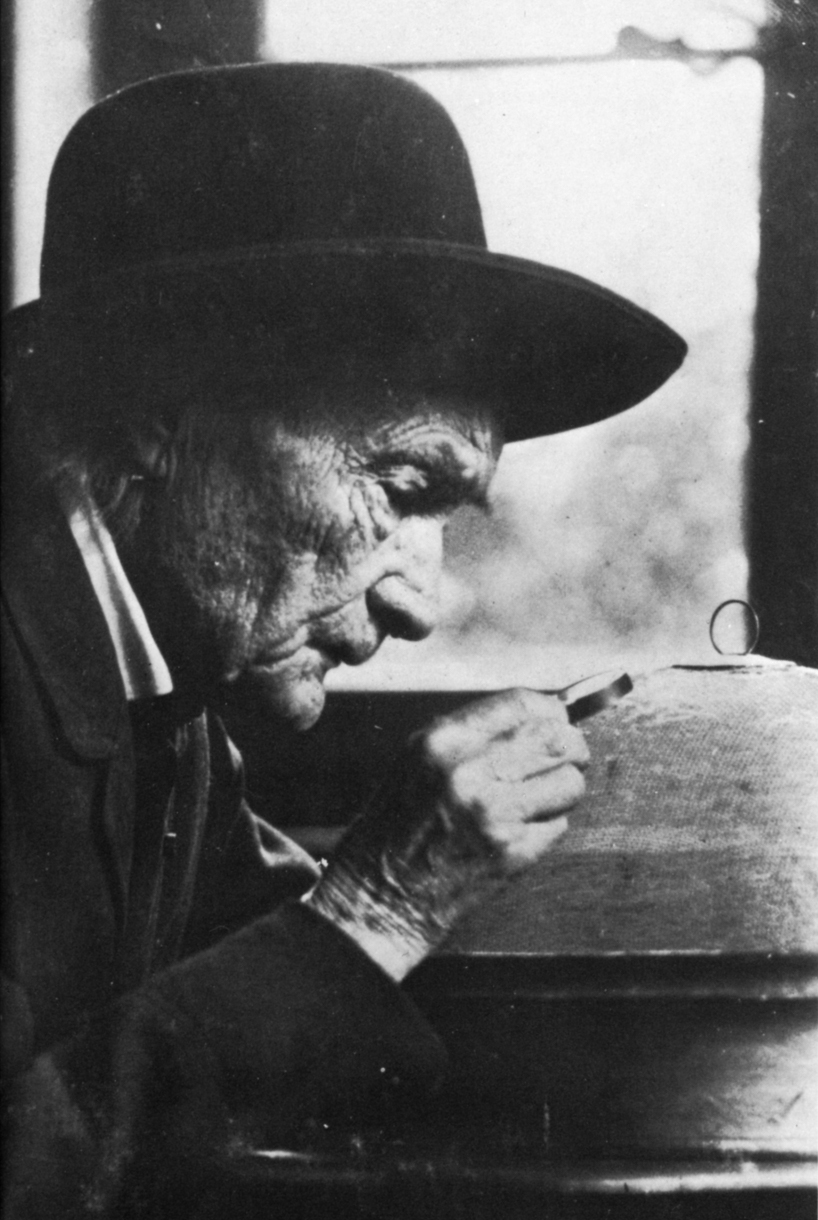
Jean-Henri Fabre est l'un des grands scientifiques à avoir pratiqué l'entomologie.

L'étude des insectes a tout d'abord été reliée à l'agriculture (principalement la lutte biologique et l'apiculture), pour ensuite prendre un volet plus scientifique vers les années du XVIe siècle.
Au XVIIIe siècle, l'étude des insectes est devenue un sujet à la mode à la suite des travaux de grands scientifiques, notamment ceux de Linné et Réaumur. Au XIXe siècle, l'entomologie se développe et les insectes seront les sujets d'intérêt d'un grand nombre de naturalistes amateurs et de scientifiques comme Charles Darwin, Jean-Henri Fabre, Vladimir Nabokov et Karl von Frisch. 
Au XIXe siècle, il était de bon ton de posséder des collections naturalisées, notamment d'insectes, principalement des papillons et des coléoptères. Mais  la découverte d'un nombre toujours plus grand d'espèces et la complexification des connaissances conduisent, à partir du début du XXe siècle, à la quasi-disparition de cette pratique[réf. souhaitée]. Bien sûr, d'autres facteurs comme l'engouement pour la paléontologie des vertébrés, l'évolution de la nature des loisirs ou l'urbanisation, ont participé à ce phénomène [réf. nécessaire]. Aujourd'hui, la pratique de l'entomologie amateur, même si elle reste une activité assez rare, tente de s'orienter vers la protection des espèces plutôt que la simple accumulation d'animaux séchés. On peut aussi signaler le succès que connaît la terrariophilie [réf. nécessaire].

## Entomologie économique

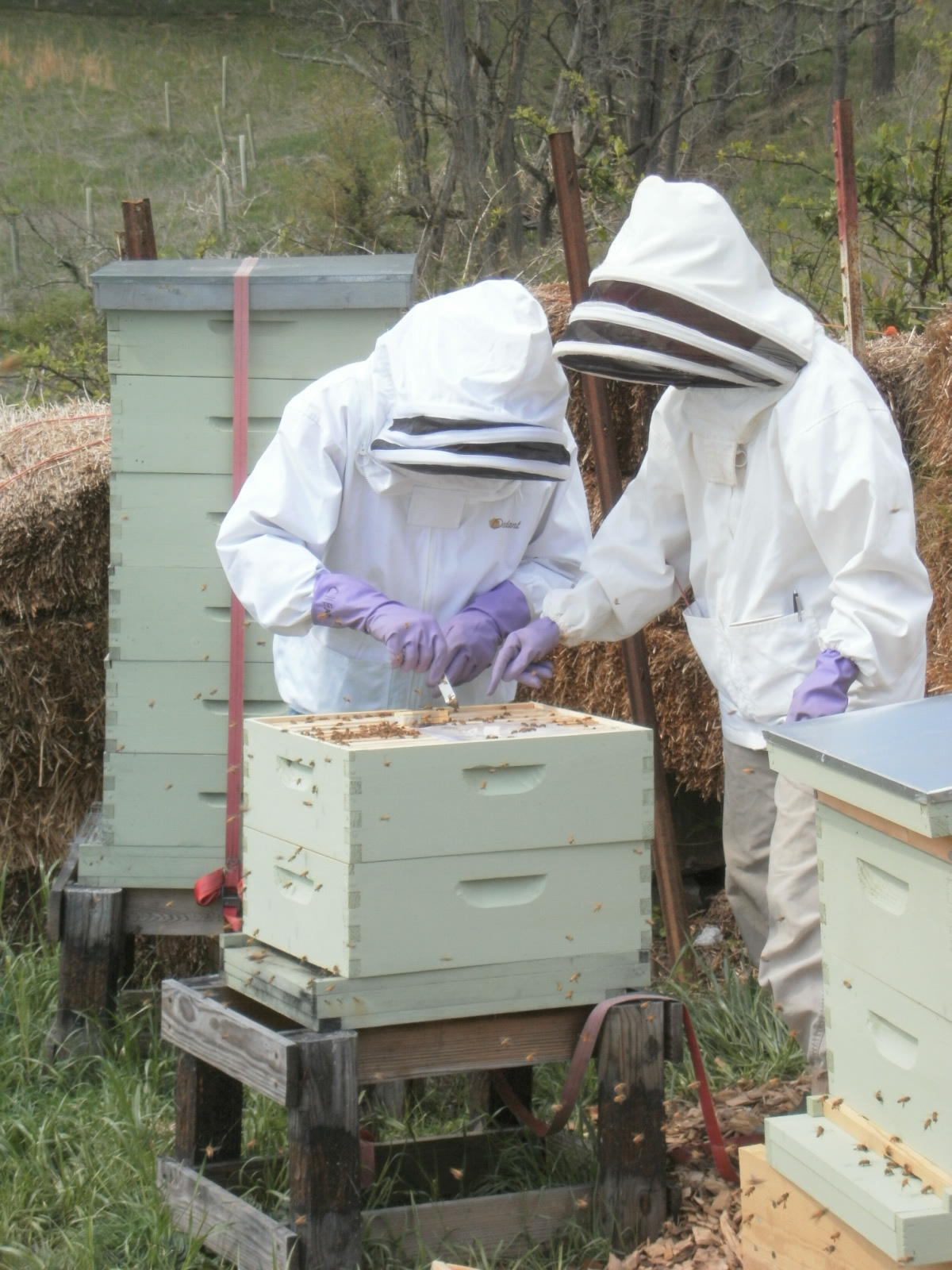
Apiculture

L'entomologie économique est un domaine d'étude qui se consacre à l'impact économique des insectes bénéfiques ou nuisibles pour les humains, les animaux domestiques et les cultures.

### Entomologie agricole
L'entomologie agricole se consacre aux insectes qui ont un impact positif ou négatif en agriculture. Ce domaine a pour objectif d'étudier l'écologie, le cycle de vie, les comportements et les autres facteurs biologiques afin d'amasser des connaissances qui permettront une meilleure gestion des cultures et des élevages.

#### Insectes bénéfiques

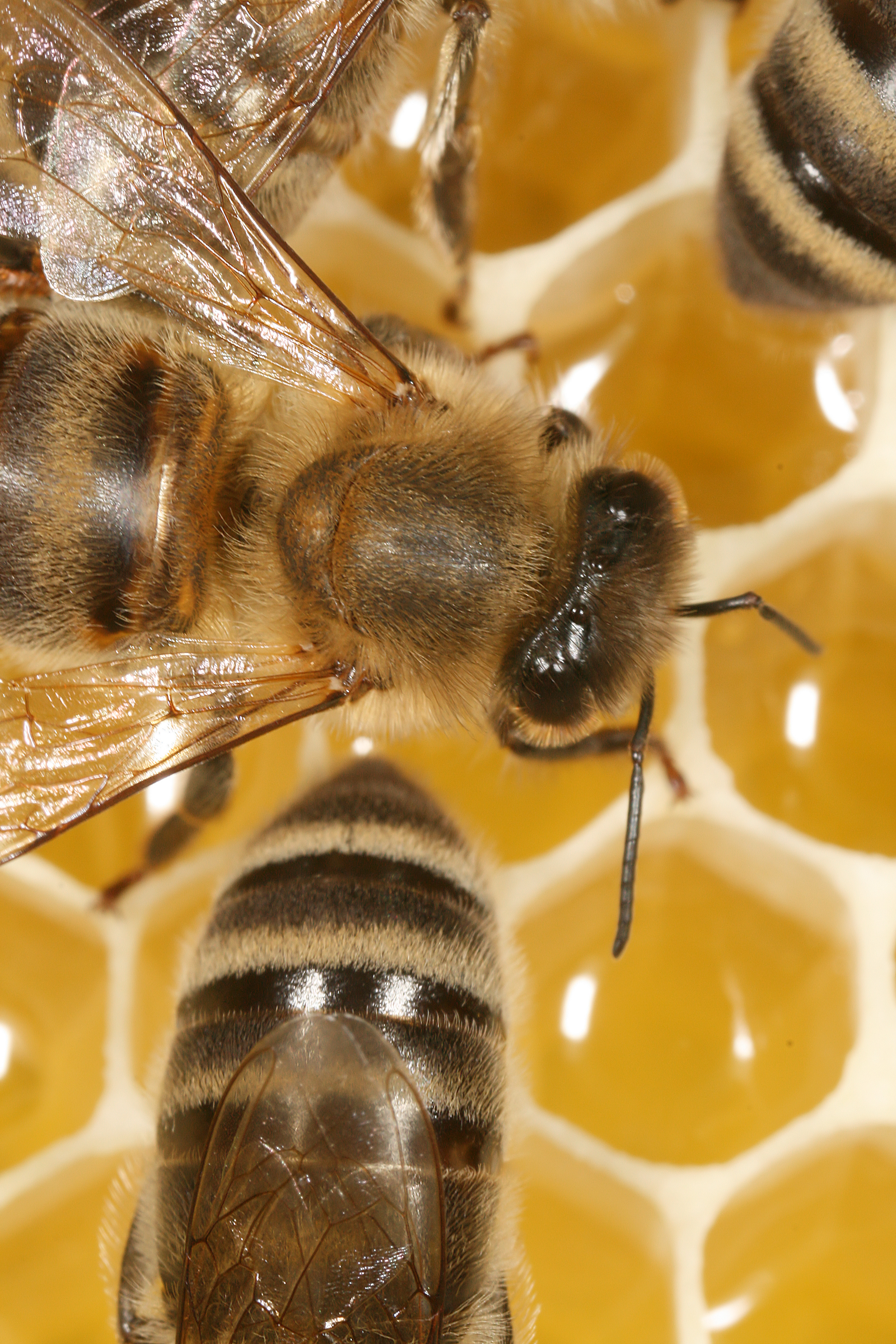
L'abeille domestique est un insecte bénéfique à l'agriculture.

L'abeille domestique est certainement l'insecte bénéfique le plus populaire en agriculture. Les premières représentations de l'homme collectant du miel datent d'il y a 8 000 ans. Ces pollinisateurs sont d'une importance primordiale pour la production de nombreuses cultures (pommes, oranges, citrons, bleuets, cerises, amandes, etc.). Elles produisent également des commodités alimentaires comme le miel, la gelée royale et la propolis.
Le ver à soie (Bombyx mori) est un autre insecte qui est considéré comme très utile. Son élevage (sériciculture) se pratique depuis près de 5 000 ans. La larve fabrique un cocon constitué d'un fil de soie brute de 300 à 900 mètres de long. La fibre est très fine et brillante et, une fois tissée, on peut en faire un tissu d'une grande qualité: la soie.
Il y a d'autres insectes pollinisateurs comme les mouches syrphides, les abeilles sauvages, certaines espèces de guêpes, etc. qui sont bénéfiques. Certains insectes prédateurs sont également d'excellents alliés dans le contrôle des ravageurs (lutte biologique). Dans cette catégorie, on retrouve les coccinelles, les carabes, les staphylins, les chrysopes, les hémérobes, les guêpes parasitoïdes, les mouches parasitoïdes, et plusieurs autres insectes.
Aujourd'hui, les insectes sont aussi utilisés comme source de protéines animales pour l'alimentation animale et l'alimentation humaine. A titre d'exemple, la mouche soldat noire est aujourd'hui élevée et transformée en farine à haute teneur en protéines pour nourrir les poissons d'aquaculture et les animaux de compagnie tandis que le ténébrion meunier est intégré dans certains produits de grande consommation pour l'alimentation humaine. En 2021, la première autorisation Novel Food européenne a été donnée à Agronutris pour la commercialisation d'insectes en alimentation humaine[réf. nécessaire].

#### Insectes ravageurs

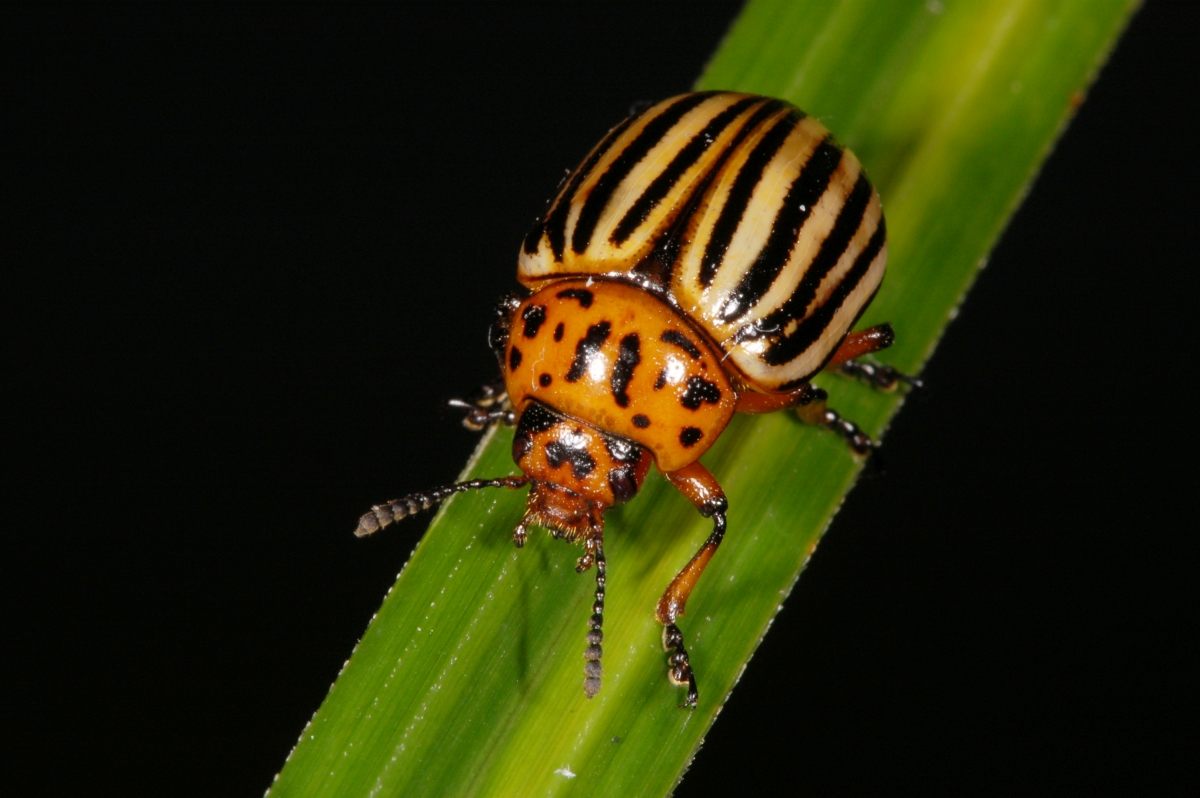
Le doryphore de la pomme de terre peut occasionner des dommages importants aux cultures de la pomme de terre.

En agriculture, on retrouve également des ravageurs. Ceux-ci peuvent engendrer d'importantes pertes économiques. Dans cette catégorie, on retrouve des insectes qui se nourrissent des plantes et des arbres, ceux qui transmettent des pathogènes aux différents végétaux et les insectes qui s'alimentent des grains (riz, céréales, légumineuses, etc.), fruits, légumes et autres produits à la post-récolte. Il y a également des insectes qui causent des blessures au bétail et aux autres animaux d'élevage. C'est le cas de certaines familles de mouches parasites ( Tachinidae, Sarcophagidae, Oestridae, etc.). De plus, le harcèlement par des insectes piqueurs (ex: Haematobia irritans, mouches tabanides) peut être si important que cela peut occasionner une diminution de la production de lait chez les vaches laitières.

### Entomologie forestière
L'entomologie forestière est une autre branche d'étude de l'entomologie économique. Elle porte sur les insectes qui ont un lien avec les forêts et la sylviculture. Les ravageurs de forêts peuvent créer des dommages économiques en s'alimentant des arbres ou en véhiculant des pathogènes qui peuvent affecter la qualité et la santé des arbres. L'étude des facteurs responsables de l'équilibre insecte-forêts peut permettre de mieux comprendre les épidémies et de choisir les meilleures méthodes d'intervention en fonction de l'aménagement forestier et de la qualité de l'environnement.

### Insecticides
Dans les domaines économiques de l'entomologie, le contrôle des insectes nuisibles nécessite parfois l'utilisation de substances chimiques. Un insecticide ne provoque pas nécessairement la mort de l'insecte, mais il a la caractéristique principale de réduire les dommages causés par celui-ci. Les insecticides sont classés dans des familles chimiques qui présentent une même base moléculaire ou un mode d'action similaire. Les principales familles sont les composés organochlorés, les composés organophosphorés, les carbamates, les pyréthrinoïdes, les néonicotinoïdes, les sulfones, les formamidines et les benzoylurées. Ces produits se retrouvent sous différentes formes (poudre, granule, liquide, gaz, etc.) et ils ont des modes d'actions différents. Certains agissent comme neurotoxine, d'autres ont un impact sur la respiration cellulaire ou comme perturbateur endocrinien.

## Entomologie médicale
L'entomologie médicale est une discipline scientifique qui étudie les arthropodes associés aux pathologies humaines et qui cherche à développer des moyens de lutte. Ce domaine s'applique à la médecine humaine et à la médecine vétérinaire.

### Pharmacologie

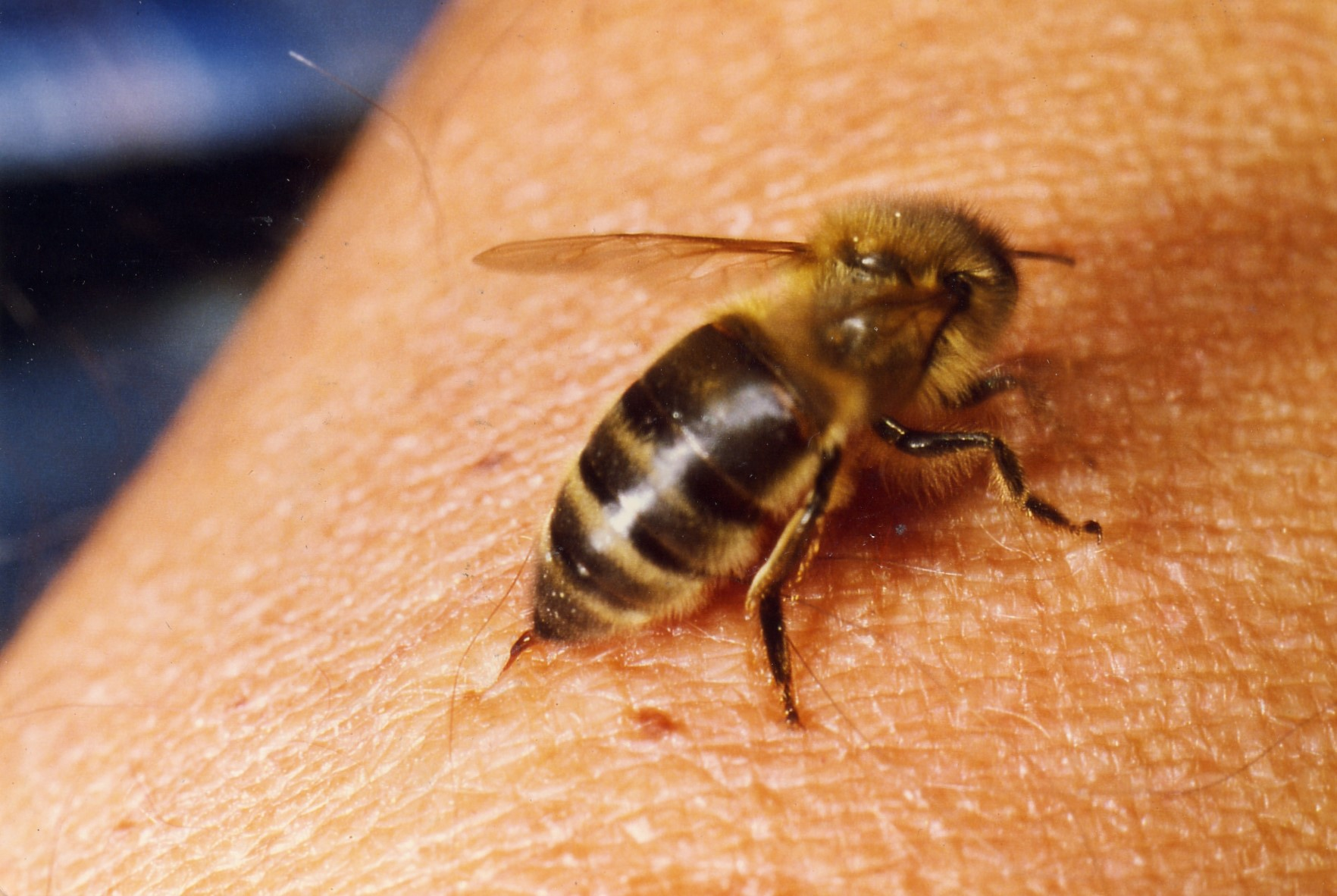
Apithérapie

Les insectes sont utilisés en médecine depuis plus de 3 600 ans. Certains remèdes thérapeutiques et médicaux sont confectionnés avec les parties du corps, l'hémolymphe ou les toxines produites par l'insecte. Par exemple, l'hémolymphe des cigales (Cicadidae) présente une concentration élevée d'ions sodium et peut être utilisée comme traitement pour certains problèmes de vessie ou de reins. Certains méloés (Meloidae) sont aussi utilisés en médecine humaine et vétérinaire. Ces insectes produisent une substance chimique qui contient de la cantharidine, un terpène inodore. Cette toxine est utilisée en médecine alternative pour traiter plusieurs types d'infections et de maux[réf. nécessaire]. Aux États-Unis, la cantharidine est aussi l'ingrédient actif d'un solvant de verrue plantaire.
Le venin d'abeille, le miel, la gelée royale et le pollen d'abeille peuvent être utilisés comme suppléments alimentaires ou servir à traiter différents ennuis de santé[Lesquels ?] en médecine alternative[réf. nécessaire].

### Asticothérapie
L'asticothérapie, ou larvothérapie, désigne une pratique médicale qui consiste à utiliser des asticots pour nettoyer une plaie. En se nourrissant des tissus nécrosés, les larves facilitent la cicatrisation des tissus sains en stimulant la production de tissus cicatriciels et en désinfectant les plaies sans l'usage d'antibiotiques.

### Pathologie

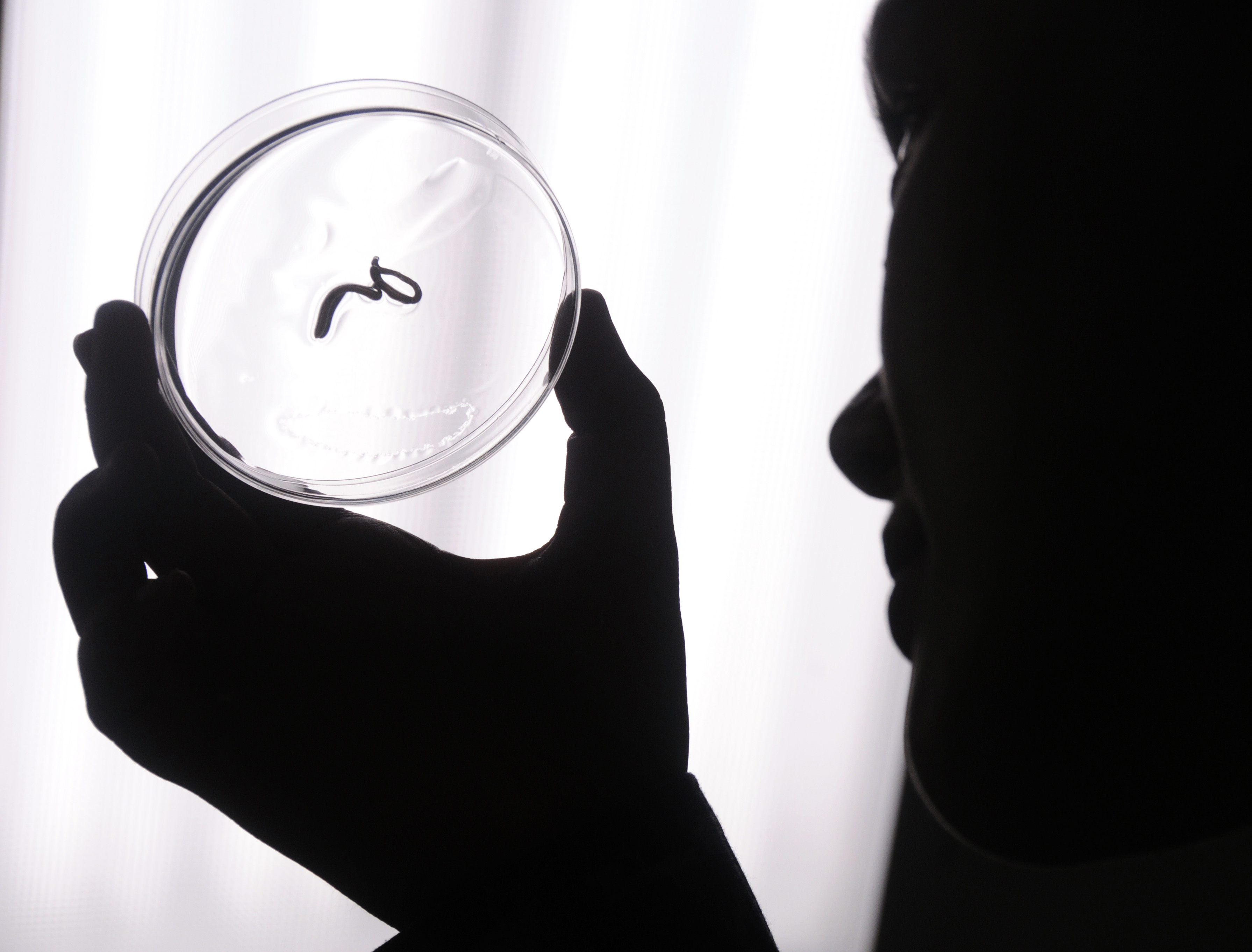
Les insectes peuvent être des vecteurs de pathogènes responsables de maladies infectieuses graves.

Certains insectes causent des problèmes de santé majeurs en tant que vecteurs de pathogènes responsables de maladies infectieuses graves. Ces insectes transmettent principalement ces agents viraux, infectieux ou parasitaires par morsure ou par piqûre. Ils peuvent également les propager par leurs excréments (ex: maladie de Chagas).
Les moustiques sont probablement les vecteurs les plus connus. Ils peuvent transmettre un large éventail de maladies tropicales, comme le paludisme, la dengue et la fièvre jaune. Il y a également certaines espèces de mouches qui peuvent être d'importants vecteurs de protozoaires parasites (ex : Leishmania spp. et Trypanosoma brucei), qui provoquent certaines maladies comme la leishmaniose et la maladie du sommeil. Plusieurs espèces de bactéries du genre Rickettsia peuvent être transmises par la morsure de poux. Ces bactéries peuvent provoquer le typhus épidémique.

### Parasitologie
La parasitologie est l'étude des parasites, de leurs hôtes et de leurs interactions mutuelles. Certains insectes sont connus pour être des parasites de l'humain, des animaux domestiques et du bétail. Ce parasitisme peut entraîner des ennuis de santé, de l'inconfort et des pertes monétaires.
Par exemple, certaines mouches hypodermes (Oestridae) se nourrissent au stade larvaire de la chair du bétail. Les œufs sont pondus sur les poils ou directement sur la peau de l'animal. Les œufs éclosent et les jeunes larves se déplacent ensuite sous la peau à l'aide d'enzymes digestives. Elles s'alimentent des tissus et elles occasionnent des irritations cutanées. Lorsque le temps est venu d'entreprendre la pupaison, la larve de dernier stade s'extirpe de la peau et laisse une plaie ouverte sujette aux infections. Ce type de parasitisme peut entraîner une diminution de 10 à 20 % de la production de lait et une perte de poids considérable chez les bovins.
Les puces sont un autre parasite qui peut entraîner de graves ennuis de santé et de l'inconfort. Elles se retrouvent sur de nombreux mammifères et elles peuvent transmettent de nombreuses maladies vectorielles, dont des zoonoses comme la peste. Il y a également le pou de tête, qui est un insecte parasite spécifique à l'humain. Il peut provoquer la pédiculose du cuir chevelu, une infection fréquente mais bénigne.

## Entomologie moléculaire
L'entomologie moléculaire s'intéresse notamment aux relations et interactions durables, moléculaires, entre insectes vecteurs et les microbes d'enjeu sanitaire, agricoles ou écologiques qu'ils transportent et diffusent. Cette branche de l'entomologie a notamment des applications pour l'identification des espèces, des sexes, ou leur phylogénie, pour la caractérisation de leur diversité et celle de leurs systèmes vectoriels, mais aussi en écologie comportementale, écologie des populations et des communautés, ou pour la lutte biologique

### Entomologie génomique

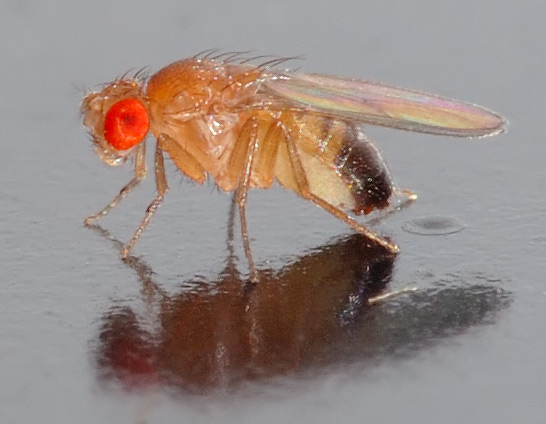
La mouche drosophile (Drosophila melanogaster) est l'animal le plus utilisé dans la recherche en génomique.

La drosophile (Drosophila melanogaster) est l'animal dont la génétique est la mieux connue. Cet insecte a permis d'améliorer les connaissances en l'évolution, de la constitution au fonctionnement du génome. L'utilisation de cette petite mouche a commencé au début du XIXe siècle. Sa taille, son développement rapide, sa capacité de reproduction et son coût minime de production et de manutention ont popularisé Drosophila melanosgaster pour la recherche scientifique. Son génome a fini d'être séquencé et annoté en 2000.
Depuis, le génome de plus d'une centaine d'insectes a été séquencé.

## Entomologie médico-légale
L'entomologie médico-légale est une discipline qui étudie les insectes pour établir les circonstances d'un décès. On s'en sert notamment pour déterminer l'heure du décès, le mouvement du corps après la mort, la présence de traumatismes, présence de drogues ou autres toxines dans l'organisme, etc.

## Ethnoentomologie
L'ethnoentomologie est l'étude des relations entre les insectes et les humains. Le nom est dérivé des termes « ethnologie », soit l'étude des humains, et « entomologie », soit l'étude des insectes. L'objectif de l'ethnoentomologie est d'étudier la façon dont les insectes ont été ou sont utilisés dans les sociétés humaines à travers le monde. Cela inclut les insectes utilisés comme nourriture, comme éléments de rituels, dans les combats, la musique et la médecine.

## Archéoentomologie
L’archéoentomologie est une branche de l'entomologie et de l'archéozoologie qui se spécialise dans l'étude des insectes fossiles dans le but de reconstituer les activités humaines passées (ce qui la distingue de la paléoentomologie).

## Paléoentomologie

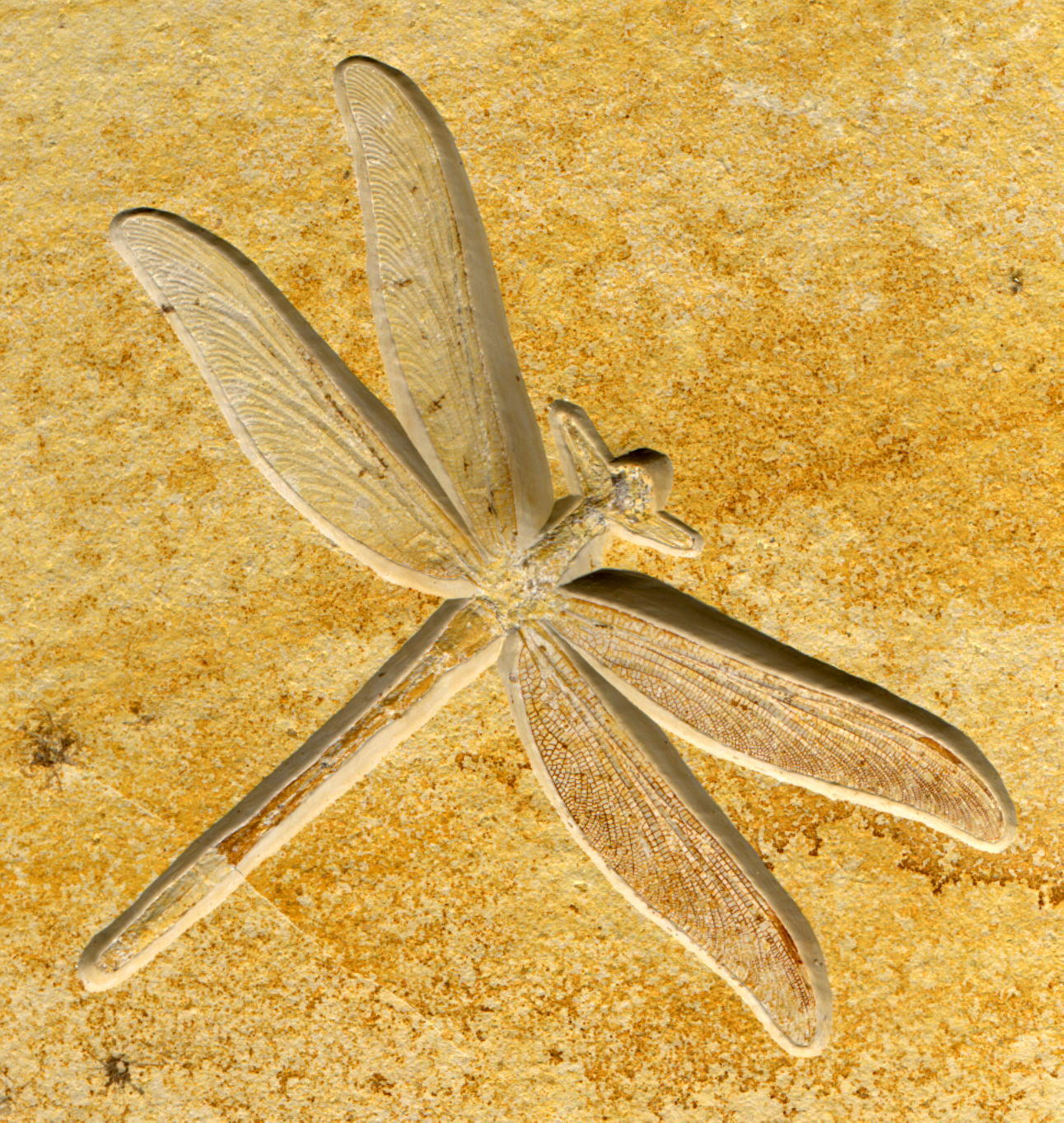
Fossile de Stenophlebia amphitrite (Odonata: Stenophlebiidae))

La paléoentomologie est la branche de l'entomologie dont l'objet est l'étude des insectes fossiles. Cette discipline couvre la classification, l'évolution, l'histoire naturelle et l'écologie des insectes.

## Autres applications
- écologie, notamment pour la détermination de l'IBGN (Indice biologique global normalisé)
- industrie (protection des denrées alimentaires et des bois d'œuvre)
- construction (lutte contre les termites).

## Sociétés d'entomologie

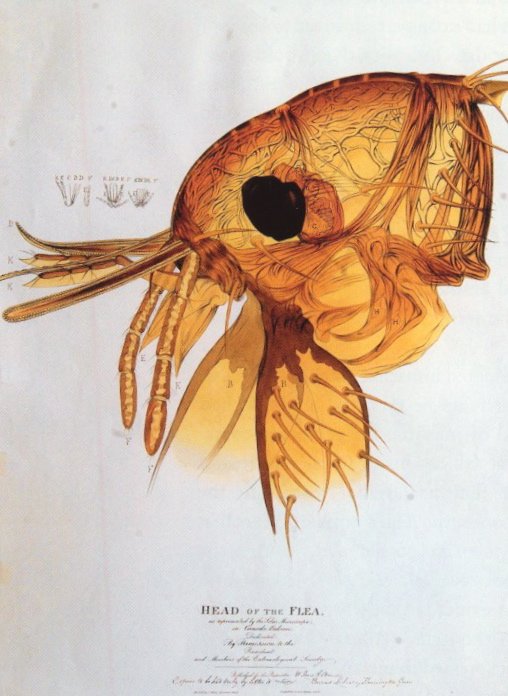
Illustration à la main d'une tête de puce. Affiche publiée par la Royal Entomological Society

Une société d'entomologie a pour mission de promouvoir et de faciliter la recherche sur les insectes. Elle encourage généralement la publication et la vulgarisation des connaissances acquises en entomologie. Pour atteindre ces objectifs, certaines produisent des revues qui sont publiées périodiquement. Ces ouvrages scientifiques peuvent contenir des informations sur la biologie, l'écologie, la taxonomie, etc.

### Origines
Les premières sociétés d'entomologie ont été créés en Europe dans le milieu des années XVIe siècle[réf. nécessaire]. En Angleterre, la première société à voir le jour est celle des Auréliens entre les années 1720 et 1742. Cette société se spécialisait dans l'étude des lépidoptères (papillons). Aurelia est un terme utilisé en anglais pour désigner la chrysalide de papillon. Le groupe des Auréliens réunissait surtout des collectionneurs. À cause de plusieurs facteurs, cette société disparut dans les années 1806.
La plus vieille société d'entomologie est la Entomological Club of London, fondée en 1826. À l'époque, elle n'avait que 8 membres et ceux-ci soupaient ensemble une fois par mois. En 1887, cette société réalisa l'annuel souper Verrall pour les entomologistes, un événement qui existe encore aujourd'hui. Les Sociétés internationales les plus âgées sont : la Société entomologique de France (1832), the Royal Entomological Society (Londres) (1833) et le Nederlandsche Entomologische Vereeniging (Pays-Bas)(1845).
Voici quelques exemples de sociétés d'entomologie :
- Royal Entomological Society
- Société d'entomologie d'Amérique
- Société entomologique américaine
- Société d'entomologie du Canada
- Société entomologique de France
- Société entomologie d'Italie
- Société entomologique de Russie
- Société entomologique de Stettin
- Société royale belge d’entomologie

### Société d'entomologie amateur
Les entomologistes amateurs ont réalisé de grandes contributions à la science. À l'intérieur de cette appellation, on retrouve d'importants collectionneurs, des bienfaiteurs et des taxonomistes qui n'ont généralement pas de qualification professionnelle. Leurs travaux permettent souvent de bonifier les connaissances sur la répartition des insectes, leur écologie, leur activité saisonnière, l'état de leurs populations (déclins, expansions et introduction), etc.

## Musées et collections entomologiques d'importance

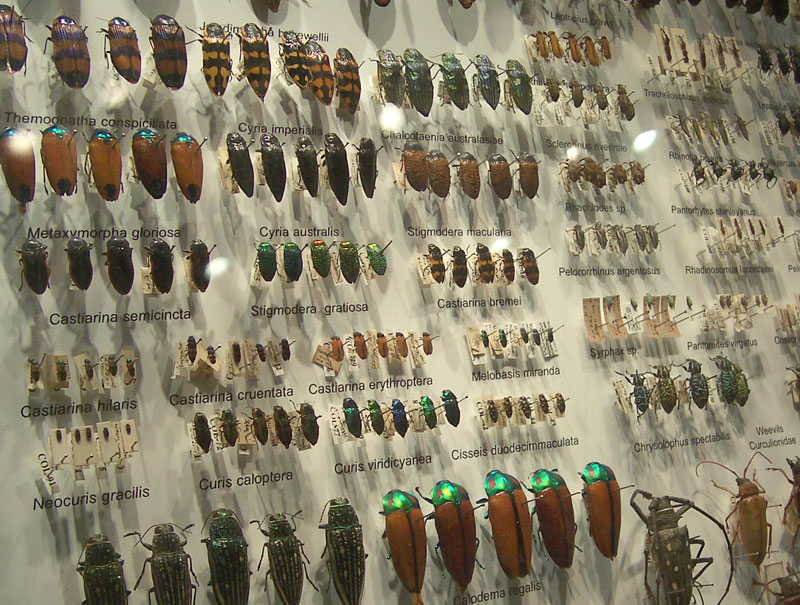
Une collection de coléoptères au musée de Melbourne en Australie.

### Europe
- Muséum national d'histoire naturelle, Paris, France
- Insectarium de La Réunion, île de La Réunion, France
- Musée d'histoire naturelle de Berlin, Berlin, Allemagne
- Musée hongrois des sciences naturelles, Budapest, Hongrie
- Muséum d'histoire naturelle de Genève, Genève, Suisse
- Papiliorama, Chiètres, Suisse
- Naturalis, Leyde, Pays-Bas
- Musée d'histoire naturelle de Londres, Londres, Royaume-Uni
- Muséum d'Oslo, Oslo, Norvège
- Musée zoologique de Saint-Pétersbourg, Saint-Pétersbourg, Russie
- Muséum d'histoire naturelle de Vienne, Vienne, Autriche
- Musée d'histoire naturelle de l'université d'Oxford, Oxford, Royaume-Uni
- Institut Royal des Sciences Naturelles, Bruxelles, Belgique
- Musée royal de l'Afrique centrale, Tervueren, Belgique
- Muséum suédois d'histoire naturelle, Stockholm, Suède
- Zoologische Staatssammlung München, Munich, Allemagne
- World Museum, the Bug House, Liverpool, Angleterre, Royaume-Uni
- Conservatoire entomologique de Gembloux, Gembloux, Belgique
- Maison de la Faune, Cantal, France

### Canada
- Victoria Bug Zoo, Victoria, Colombie-britannique
- Royal Alberta Museum, Edmonton, Alberta
- Musée royal de l'Ontario, Toronto, Ontario
- Musée canadien de la nature, Ottawa, Ontario
- Collection nationale canadienne d'insectes, d'arachnides et de nématodes, Ottawa, Ontario
- University of Guelph Insect Collection, Guelph, Ontario
- E.H. Strickland Entomological Museum, Université d'Alberta, Edmonton, Alberta
- Musée d'Entomologie Lyman, Campus Macdonald de l'Université McGill, Sainte-Anne-de-Bellevue, Québec
- Insectarium de Montréal, Montréal, Québec
- Centre sur la biodiversité de l'Université de Montréal, Montréal, Québec
- Collection de l'Université laval, Québec, Québec
- Newfoundland Insectarium, Reidville, Terre-Neuve-et-Labrador

### Japon
- Gunma Insect World, Gunma, Japon

### Afrique
- Observatoire et Conservatoire des Insectes du Sénégal

## Congrès internationaux d'entomologie (ICE)
Le congrès international d'entomologie est un évènement annuel qui rassemble la plus grande délégation de scientifiques et d'experts dans le domaine de l'entomologie. Ce congrès a fêté ses 100 ans le 1er août 2010.
- 1910 : 1er congrès à Bruxelles (Belgique)
- 1912 : 2e congrès à Oxford (Grande-Bretagne)
- 1925 : 3e congrès à Zurich (Suisse)
- 1928 : 4e congrès à Ithaca (États-Unis)
- 1932 : 5e congrès à Paris (France)
- 1935 : 6e congrès à Madrid (Espagne)
- 1938 : 7e congrès à Berlin (Allemagne)
- 1948 : 8e congrès à Stockholm (Suède)
- 1951 : 9e congrès à Amsterdam (Pays-Bas)
- 1956 : 10e congrès à Montréal (Canada)
- 1960 : 11e congrès à Vienne (Autriche)
- 1964 : 12e congrès à Londres (Grande-Bretagne)
- 1968 : 13e congrès à Moscou (Russie)
- 1972 : 14e congrès à Canberra (Australie)
- 1976 : 15e congrès à Washington D.C. (États-Unis)
- 1980 : 16e congrès à Kyoto (Japon)
- 1984 : 17e congrès à Hambourg (Allemagne)
- 1988 : 18e congrès à Vancouver (Canada)
- 1992 : 19e congrès à Pékin (Chine)
- 1996 : 20e congrès à Florence (Italie)
- 2000 : 21e congrès à Iguassu (Brésil)
- 2004 : 22e congrès à Brisbane (Australie)
- 2008 : 23e congrès à Durban (Afrique du Sud)
- 2012 : 24e congrès à Daegu (République de Corée)
- 2016 : 25e congrès à Orlando (Floride, USA)
- 2020 : 26e congrès à Helsinki en Finlande
- 2024 : 27e congrès à Dortmund en Allemagne

## Spécialités
De nombreux entomologistes se spécialisent dans un seul ordre ou même dans une seule famille d'insectes. Un certain nombre de ces spécialisations ont leur propre appellation, généralement dérivés du nom scientifique du groupe :
- Coléoptérologie : étude de l'ordre des coléoptères (scarabées, carabes, coccinelles, etc.)
- Diptérologie : étude de l'ordre des diptères (mouches, moucherons, moustiques, etc.)
- Hétéroptérologie: étude du sous-ordre des hétéroptères (punaises)
- Hyménoptérologie : étude de l'ordre des hyménoptères (abeilles, guêpes, fourmis, etc.)
- Myrmécologie : étude des fourmis
- Mélittologie : étude des abeilles ; l'apidologie se concentre sur les abeilles mellifères, l'apicologie traite de l'écologie des abeilles
- Lépidoptérologie : étude de l'ordre des lépidoptères (papillons)
- Odonatologie : étude de l'ordre des odonates (libellules & demoiselles)